# 石井林響
石井 林響（いしい りんきょう、1884年〈明治17年〉7月15日 - 1930年〈昭和5年〉2月25日）は、日本の明治末期から昭和初期に活動した日本画家。画業の中期までは、石井天風と称する。本名は毅三郎。

## 伝記

### 生い立ちから青年期 雅邦入門と修善寺での青春―明治後期
千葉県山辺郡土気本郷町下大和田（現在の千葉市緑区下大和田町）に、父・治郎助、母・げんの三男として生まれる。実家は豪農で、隣の家まで1町余り、東西南に他人の家が見えないほどだったという。2歳の時、母が誤って囲炉裏に落ち、頭に火傷を負う。以後これを隠すため生涯総髪で、大人になると髭も蓄えたため、これらが林響のトレードマークとなる。土気尋常小学校、大網高等小学校、旧制千葉中学校（現：千葉県立千葉中学校・高等学校）と進学。中学在学中、工部美術学校出身の図画教師・堀江正章に画才を認められ、進路の相談などを受ける。明治33年（1900年）母の死をきっかけに画家となるために上京。美術大学受験予備校である共立美術学館で学ぶが中退し、國學院大學夜間部へ進む。
当初、林響は明暗を重んじる洋画の方が優れていると考えていたが、どうしても親しみが持てなかった。その最中に見た同年の第9回日本絵画協会・第4回日本美術院連合絵画共進会で観た横山大観、菱田春草、下村観山らの作品に感銘を受け、日本画へと進む決意をする。ただし、洋画の方が優れているという考えはその後も持ち続けたらしく、後年になっても趣味で油彩画を描くこともあった。観山の仲介で橋本雅邦に入門、雅邦門下で結成された二葉会など展覧会に積極的に出品し頭角を現していく。雅邦は林響を自由にさせたため、画風から雅邦の影響を見て取るのは難しい。しかし、雅邦を敬慕する気持ちは人一倍強く、後に弟子たちが報恩塔を建立する際はそのデザインを行い（池上本門寺に現存）、画室には後年になっても雅邦の肖像と報恩塔の原型模型が置かれ、一礼してから部屋に入ったという。明治41年（1908年）雅邦が亡くなると、新井旅館主人相原沐芳に気に入られ、伊豆修善寺ので1年以上長逗留する。ここで安田靫彦、今村紫紅、磯田長秋ら紅児会の面々と切磋琢磨する。更に伴侶となる茂野きんと出会い、妻の実家のあった南品川へ移り住む。

### 五松居時代 画壇での活躍と「林響」誕生 ―大正期
南品川には新たな住まいと画室「五松居」を構え、各会派へ参加、また林響を後援する画会も次々と結成される。画会はどれも盛況で、林響は会員のため彼らの要望に応えつつ、自身の画風で一定以上の水準をもつ作品を次々と制作、画家としての基礎体力を養う。一方、大量の作画は林響を疲弊させ、画風も大観や紫紅、あるいは橋本関雪といった他の画家の影響下から抜け出しているとはいえず、次第に静かに画想を練り、深い修養を得たいという欲求が募っていく。そのなかで、浦上玉堂や良寛、明清時代の文人画を学び、新たな境地を目指していく。大正8年（1919年）天風から林響への画名変更もこの頃である。
林響改号後は、画会を組織せず画壇とやや距離を起きながらも、如水会という発表の場を組織する。一方で旅先に新たな画趣を求め、天竜二俣や伊豆大島、南房総、各地の湖沼を巡っている。こうしたなか大正11年（1912年）第4回帝展に出品した《林の中》（現存せず）が推薦となる。帝展での推薦は、特選を経た画家から選ばれるのが通例で、一足飛びに推薦を受けるのは異例で、当時称賛と批判も含めた多くの反響があった。大正12年（1923年）の関東大震災では家や家族に大きな被害はなかったが、この頃から都会の喧騒を離れようと準備を進める。大正14年（1925年）3月、清初に活躍した文人画家・石濤の「黄山八勝画冊」を苦心して入手する。早速、これを画家仲間たちに披露し、伊東深水はこれを見て感激の涙を流したという。昭和期の林響画に見られる、水彩画のような明るい色彩や点描や擦筆の多用などは、「黄山八勝画冊」からの影響とも考えられる。ところが、2年もたたぬうちに住友寛一にこの画冊を手放し、現在は泉屋博古館が所蔵する（重要文化財）。

### 白閑亭時代 房総で見つけた理想郷 ―昭和期
大正15年（1926年）実家に近い山武郡大網町宮谷（現在の大網白里市）にある名刹・本圀寺の境内を借り、八幡神社のふもとに「白閑亭」と名付けた画房を新築する。この白閑とは鳥のハッカンから取られているが、これからも分かるよに林響は非常な鳥好きで、南品川時代から鳥を多く飼っており、白閑亭には四ツ棟の立派な禽舎が建てられ50種もの鳥が飼われ、庭に設けられた丸い池には鴛鴦やガチョウが遊んでいた。この地で野に帰り南画風の自由闊達な筆致で理想郷を描き出す新たな画風は「西に関雪、東に林響」と称賛された。しかし、昭和4年（1929年）3月脳溢血で突如倒れる。10月頃には一時的に回復し筆が取れるようになるが、翌年2月再び脳溢血が起こり逝去、享年45。
弟子に、晩年の数年を内弟子として過ごした秋野不矩、田岡春径など。描いた作品数は650点以上、うち400点弱は確認できるが、展覧会出品作などの代表作が行方不明になって久しい。

## 作品
| 作品名                                  | 技法             | 形状・員数 | 寸法（縦x横cm）        | 所有者                 | 年代                  | 出品展覧会                      | 落款                                               | 印章                                         | 備考 |
| --------------------------------------- | ---------------- | ---------- | ---------------------- | ---------------------- | --------------------- | ------------------------------- | -------------------------------------------------- | -------------------------------------------- | --- |
| 秋の暮                                  |                  |            |                        | 山口県立美術館         | 1905年（明治38年）    | 二葉会秋季絵画研究大会二等賞    |                                                    |                                              | |
| 童女の姿となりて                        | 絹本著色         | 1幅        | 161.5x82.8             | 東京都現代美術館       | 1906年（明治39年）3月 | 第5回二葉会展銀賞（最高賞）     | 「天風」                                           | 「天風」朱文方印                             | |
| 木華開耶姫                              | 絹本著色         | 1幅        | 115.0x60.0             | 千葉県立美術館         | 1906年（明治39年）3月 | 第5回二葉会展互評委員互選二等賞 | 無                                                 | 「天風」朱文楕円印                           | |
| 霊泉                                    | 絹本著色         | 1幅        | 114.7x70.5             | 個人                   | 1906年（明治39年）5月 | 第5回美術研精会絵画展研精賞牌   | 「天風」                                           | 「擾々忽々水裏月」朱文内円方印               | |
| 弘法大師                                | 絹本著色         | 1幅        | 146.7x99.1             | 伊豆市                 | 1908年（明治41年）    | 第1回国画玉成会                 | 無                                                 | 「天風」朱文方印                             | |
| 三輪                                    | 絹本著色         | 1枚        | 137.5x101.0            | 新井旅館               | 1908年（明治41年）    | 第1回国画玉成会                 | 「天?」                                            | 「毅三郎」朱文方印・「明治戊申之歳」白文円印 | |
| 白映                                    | 金地著色         | 六曲一双   |                        |                        | 1912年（大正元年）    | 第6回文展                       | 「天風」                                           | 朱文長方印                                   | |
| 桃源                                    | 絹本金地著色     | 六曲一隻   | 168.0x369.0            | 千葉県立美術館         | 1913年（大正2年）     | 第7回文展                       | 「天風」                                           | 朱文方印                                     | 一双応募し、今作のみ入選 |
| 漁樵                                    | 絹本金地著色     | 六曲一隻   | 167.8x369.0            | 千葉県立美術館         | 1913年（大正2年）     |                                 | 「天風」                                           | 朱文方印                                     | 第7回文展落選作か |
| 王者の瑞                                | 麻本金地著色     | 二曲一双   | 234.8x220.6            | 千葉市美術館           | 1918年（大正7年）     | 第12回文展                      | 「戊午歳仲秋 天風拝寫」                            | 「天風」朱文方印                             | 制作年代が明らかな中では「天風」落款を持つ最後の作品。霊獣・麒麟を描いているが、明らかに動物のキリンを元にしている。長く勝浦市の後援者宅玄関に置かれており、下部に多くの絵の具剥落が見られる。 |
| 総南の旅から 仁右衛門島 隧道口 砂丘の夕 | 絹本著色         | 3幅        | 116.4x113.4（各）      | 山種美術館             | 1921年（大正10年）    | 第3回帝展                       | 「林響」                                           | 朱文長方印                                   | |
| 秋林双鹿                                | 紙本金地墨画淡彩 | 六曲一双   | 163.5x345.0（各）      | 船橋市清川コレクション | 1925年（大正14年）    |                                 | 「大正十四年歳次乙丑新秋為清川国手林響寫於五松居」 | 石印「林響」朱文（林響自刻）                 | |
| 白閑鳥図襖                              | 紙本著色         | 襖4面      | 168.0x85.5（各）       | 千葉県立美術館         | 昭和初年              |                                 | 「林響」                                           | 朱文方印                                     | |
| 梅林富嶽図                              | 紙本金地墨画淡彩 | 六曲一双   | 127.0x298.0（各）      | 富山県水墨美術館       | 1927年（昭和2年）     |                                 | 「紀元二千五百八十七年 林響寫於南総白閑亭」        | 「林響」朱文方印                             | |
| 野手二題（枝間の歌・池中の舞）          | 紙本墨画淡彩     | 双幅       | 238.7x69.5（各）       | 東京国立近代美術館     | 1927年（昭和2年）     | 第8回帝展                       | 「林響」                                           | 白文方印                                     | 唐沢俊樹旧蔵 |
| 紙本著色                                | 1幅              | 154.4x34.8 | 船橋市清川コレクション | 1928年（昭和3年）      |                       | 「昭和三年／林響寫」            | 白文方印                                           | 船橋市指定文化財                             | |
| 閑庭                                    | 紙本金地著色     | 二曲一双   | 168.8x166.6            | 個人                   | 1929年（昭和4年）     |                                 | 「林響」                                           | 白文方印                                     | |